# Éva Angyal
Éva Angyal (* 18. April 1955 in Budapest, Ungarn) ist eine ehemalige ungarische Handballspielerin, die für die ungarische Nationalmannschaft auflief. Später war sie als Trainerin tätig.

## Karriere

### Im Verein
Angyal begann das Handballspielen im Jahr 1966 bei Angyalföldi SI. Zwischen den Jahren 1969 und 1984 lief die Kreislspielerin für Vasas Budapest auf, mit dem sie 1972, 1973, 1974, 1975, 1976, 1977, 1978, 1979, 1980, 1981, 1982 und 1984 die ungarische Meisterschaft, 1971, 1974, 1976, 1978, 1979, 1980, 1981 und 1982 den ungarischen Pokal sowie 1982 den Europapokal der Landesmeister gewann. Ab dem Jahr 1985 spielte sie zwei Jahre bei Borsodi Bányász. Nach einer Schwangerschaft stand Angyal in der Saison 1988/89 beim österreichischen Verein Hypo Niederösterreich unter Vertrag, mit dem sie das nationale Double sowie den Europapokal der Landesmeister gewann. Anschließend schloss sie sich dem ungarischen Verein Budapesti Spartacus SC an. Angyal gehörte in der Spielzeit 1992/93 erneut dem Kader von Vasas Budapest an, mit dem sie einen weiteren Meistertitel gewann. Nach einer Pause spielte sie zwischen 2002 und 2006 für Angyalföldi TE und daraufhin bis zum Jahr 2011 bei Hort SE.

### In der Nationalmannschaft
Angyal bestritt am 26. März 1974 in Neubrandenburg in ihrer Länderspiel für Ungarn gegen die sowjetische Auswahl. Mit Ungarn gewann sie die Bronzemedaille bei der Weltmeisterschaft 1975, die Bronzemedaille bei den Olympischen Spielen 1976, die Bronzemedaille bei der Weltmeisterschaft 1978 und die Silbermedaille bei der Weltmeisterschaft 1982. Weiterhin belegte sie bei den Olympischen Spielen 1980 den vierten Platz. Angyal absolvierte am 11. November 1984 ihr letztes von 242 Länderspielen gegen Rumänien.

### Als Trainerin
Angyal engagierte sich als Jugendtrainerin beim Hort SE.

## Sonstiges
Ihr Ehemann János Csík lief ebenfalls für die ungarische Nationalmannschaft auf und war als Trainer tätig.